# 223 v. Chr.
Portal Geschichte | Portal Biografien | Aktuelle Ereignisse | Jahreskalender | Tagesartikel

◄ |
4. Jahrhundert v. Chr. |
3. Jahrhundert v. Chr. |
2. Jahrhundert v. Chr. |
►

◄ | 240er v. Chr. | 230er v. Chr. | 220er v. Chr. | 210er v. Chr. |
200er v. Chr. |
►

◄◄ | ◄ | 226 v. Chr. | 225 v. Chr. | 224 v. Chr. | 223 v. Chr. |
222 v. Chr. |
221 v. Chr. |
220 v. Chr. |
► |
►►
Staatsoberhäupter

## Ereignisse

### Westliches Mittelmeer
- Das römische Heer unter Gaius Flaminius überschreitet im Kampf gegen die Kelten erstmals den Po (bei Piacenza), wird dann aber von den keltischen Insubrern zurückgeworfen. In einem zweiten Anlauf gelingt den Römern mit Hilfe der verbündeten Cenomanen die Besetzung des Gebietes am linken Po-Ufer.

### Östliches Mittelmeer
- Sparta unter Kleomenes III. gerät im Kleomenischen Krieg in die Defensive, nachdem Argos sich der gegnerischen Koalition unter Antigonos III. Doson von Makedonien anschließt. Die Spartaner sehen sich daraufhin gezwungen, Tausende Heloten in die Freiheit zu entlassen, woraufhin ihnen die Einnahme von Megalopoli gelingt; Kleomenes bietet den nach Messenien geflohenen Bewohnern die Rückkehr an, wenn diese sich von den Achaiern lossagen. Als diese sich weigern, lässt er Megalopolis dem Erdboden gleichmachen. Unterdessen werden in Arkadien Tegea, Orchomenos und Mantineia von den Gegnern Spartas erobert, die mantineische Bevölkerung versklavt und die Stadt als Antigoneia neu errichtet.

### Asien
- Seleukos III., König des Seleukidenreiches, wird während eines Feldzugs gegen Attalos I. ermordet. Nachfolger wird der 18-jährige Antiochos III. (der Große). Er setzt Achaios als Statthalter der westlich des Tauros gelegenen Provinzen ein.
- Der chinesische Staat Qin, der bereits mehrere Staaten am Hwangho unterworfen hat, erobert nun auch den Staat Chu zwischen Hwangho und Jangtsekiang. Der vollständigen Eroberung Chinas widersetzen sich nur noch einige kleinere Staaten im Osten, die in den nächsten beiden Jahren ebenfalls unterworfen werden.

## Gestorben
- Seleukos III. Keraunos, kurzzeitig König im Seleukidenreich (* 243 v. Chr.)